# Château de Berzé
 (août 2017).
Si vous disposez d'ouvrages ou d'articles de référence ou si vous connaissez des sites web de qualité traitant du thème abordé ici, merci de compléter l'article en donnant les références utiles à sa vérifiabilité et en les liant à la section « Notes et références ».
Le château de Berzé (ou forteresse de Berzé-le-Châtel) est un château fort médiéval des Xe siècle, XIIIe siècle, XVe siècle et XIXe siècle situé sur le territoire de la commune française de Berzé-le-Châtel, en Saône-et-Loire et région Bourgogne-Franche-Comté. 
C'est l'un des quatorze lieux de « La Route des châteaux en Bourgogne du Sud ».

## Protection
Le château est classé aux monuments historiques depuis le 10 février 1983.

## Histoire

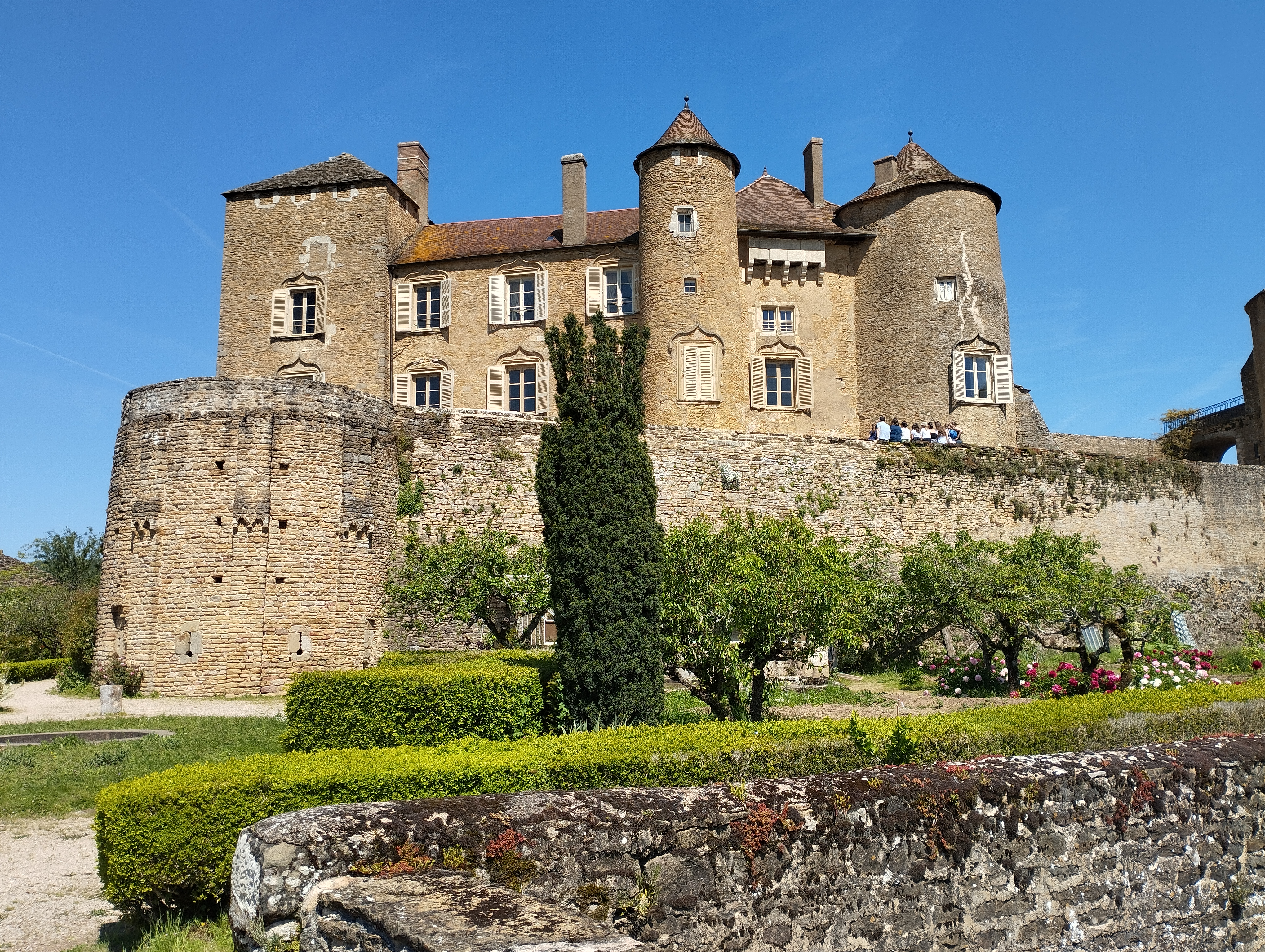
Face sud du château de Berzé-le-Chatel, le 11 mai 2024.

En 991, à la fin de l'Empire carolingien et du Royaume de Bourgogne, et au début de la féodalité et de la fondation des Royaume de France, duché de Bourgogne, comté de Mâcon et abbaye de Cluny, un castrum est attesté sur l'emplacement du château. Constitué initialement d’un donjon primitif en bois et d’une chapelle carolingienne en pierre, le château des sires de Berzé s’impose dès lors comme la plus ancienne baronnie du Mâconnais. Les Berzé, dont la plus ancienne trace remonte au début du Xe siècle constituent une famille vassale du roi de France, détenant sur ses terres les droits de basse et de haute justice. Les plus éminents, comme Hugues IV de Berzé (v.1150 / v.1220), trouvère et  participant à la IVe croisade avec son père,, sont enterrés à l’abbaye Saint-Philibert de Tournus.
Situé au sommet d'un éperon rocheux, militairement stratégique du Moyen Âge, face à la Roche de Solutré, Il domine de façon panoramique, la vallée de la Petite-Grosne, et le vignoble du Mâconnais du vignoble de Bourgogne, au sud du duché de Bourgogne et contrôle entre autres la route entre le comté de Mâcon, et le Morvan du comté de Nevers, et la frontière du Lyonnais (province).

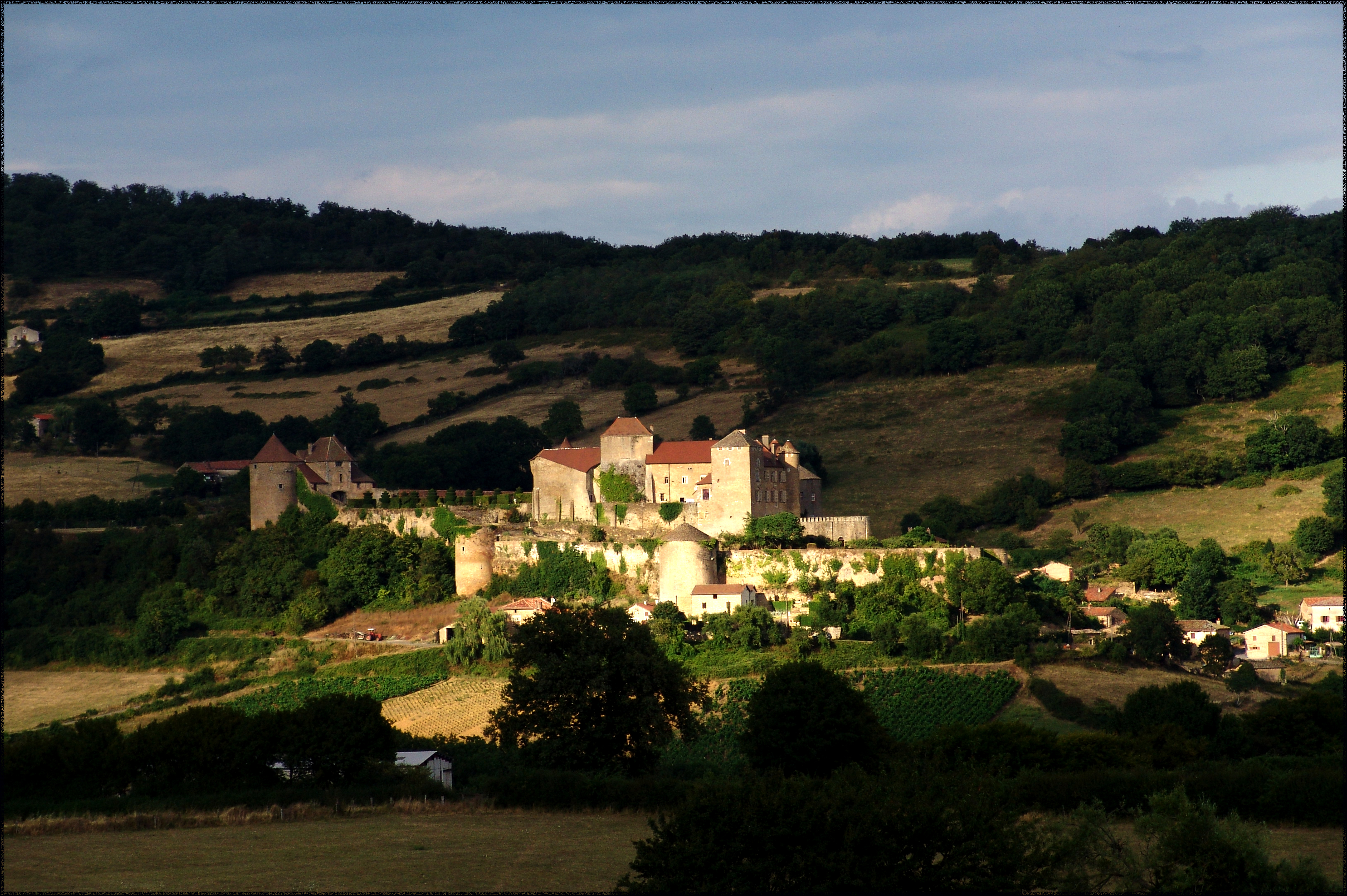
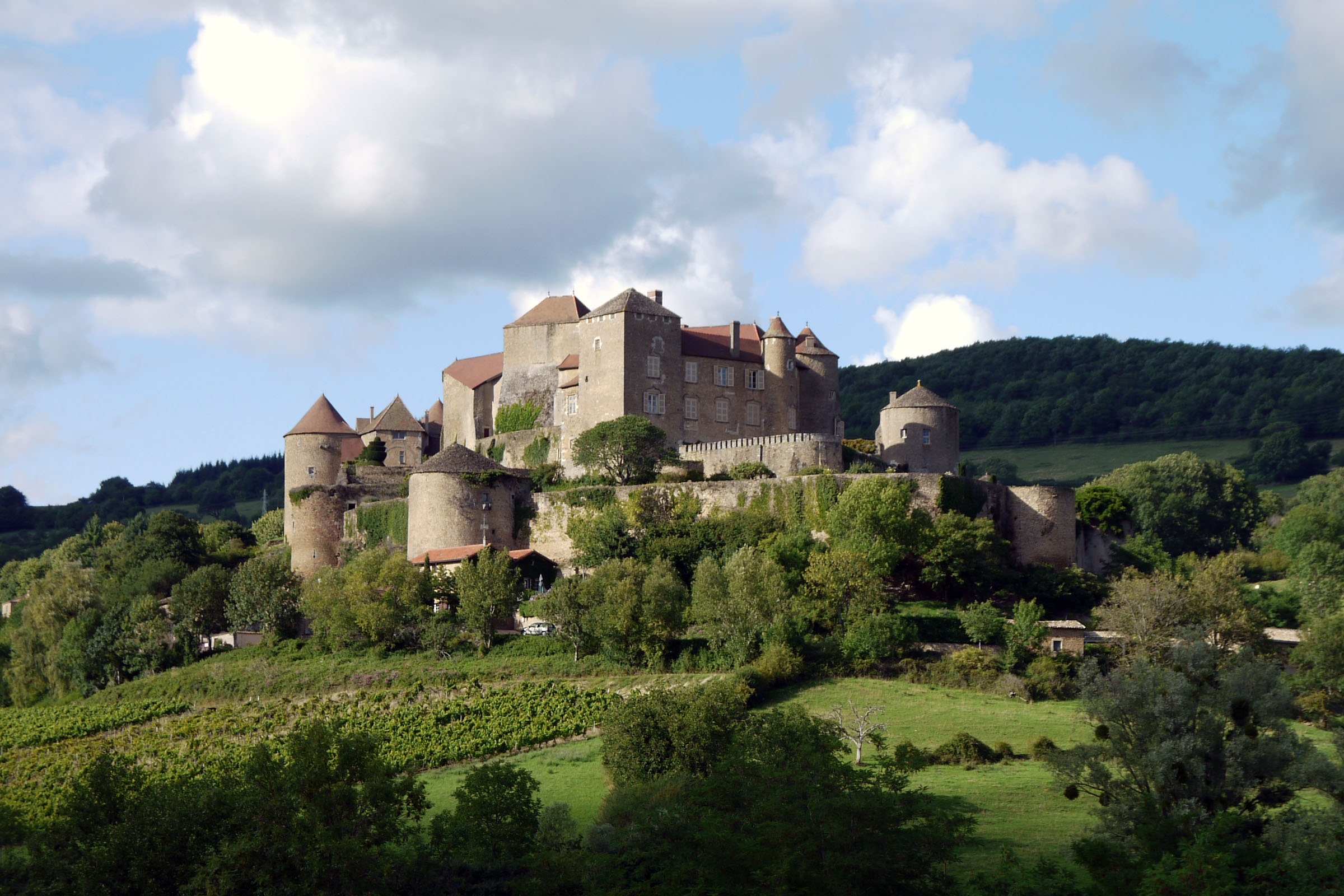
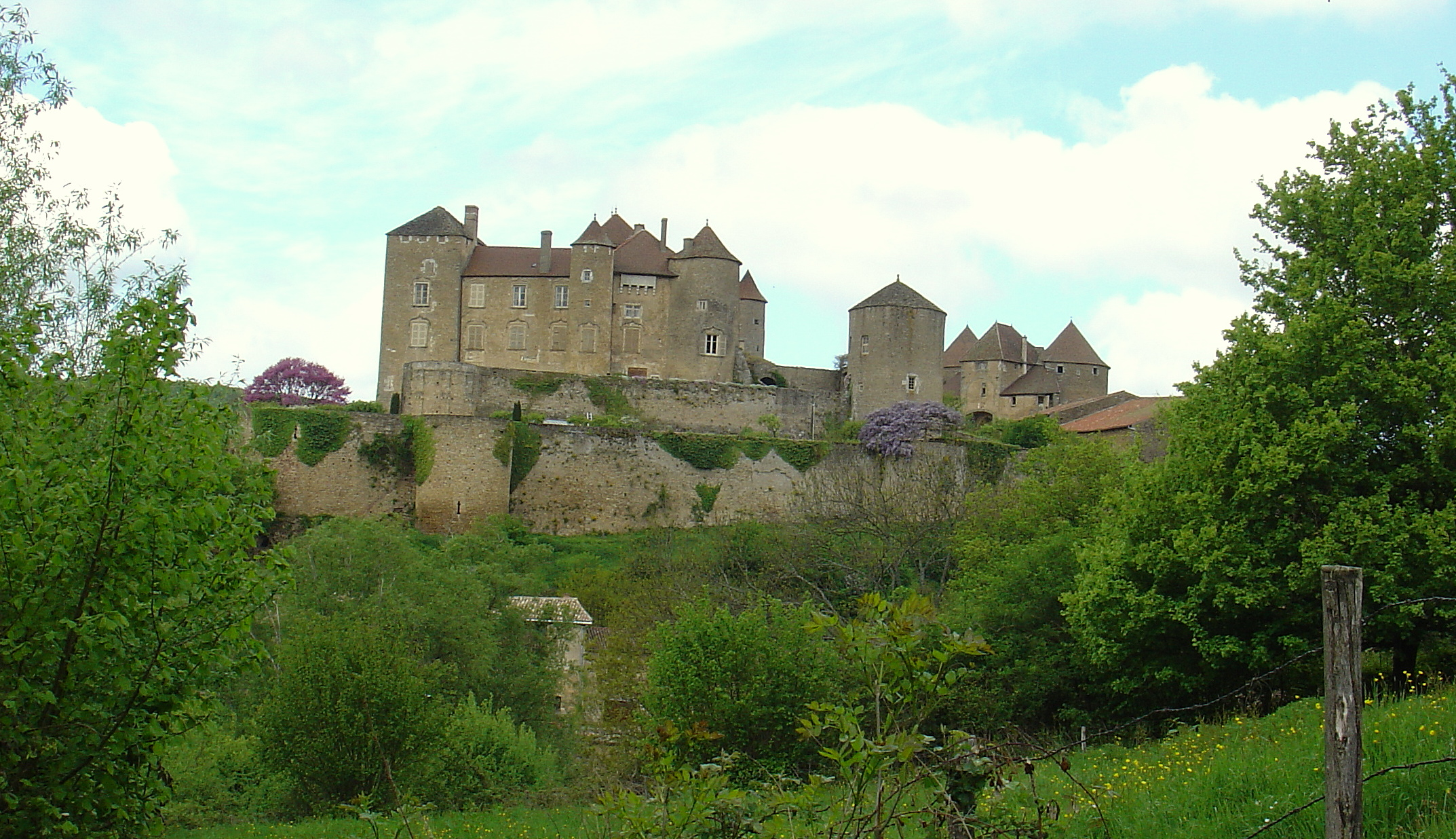
Depuis le chemin de Rapille.
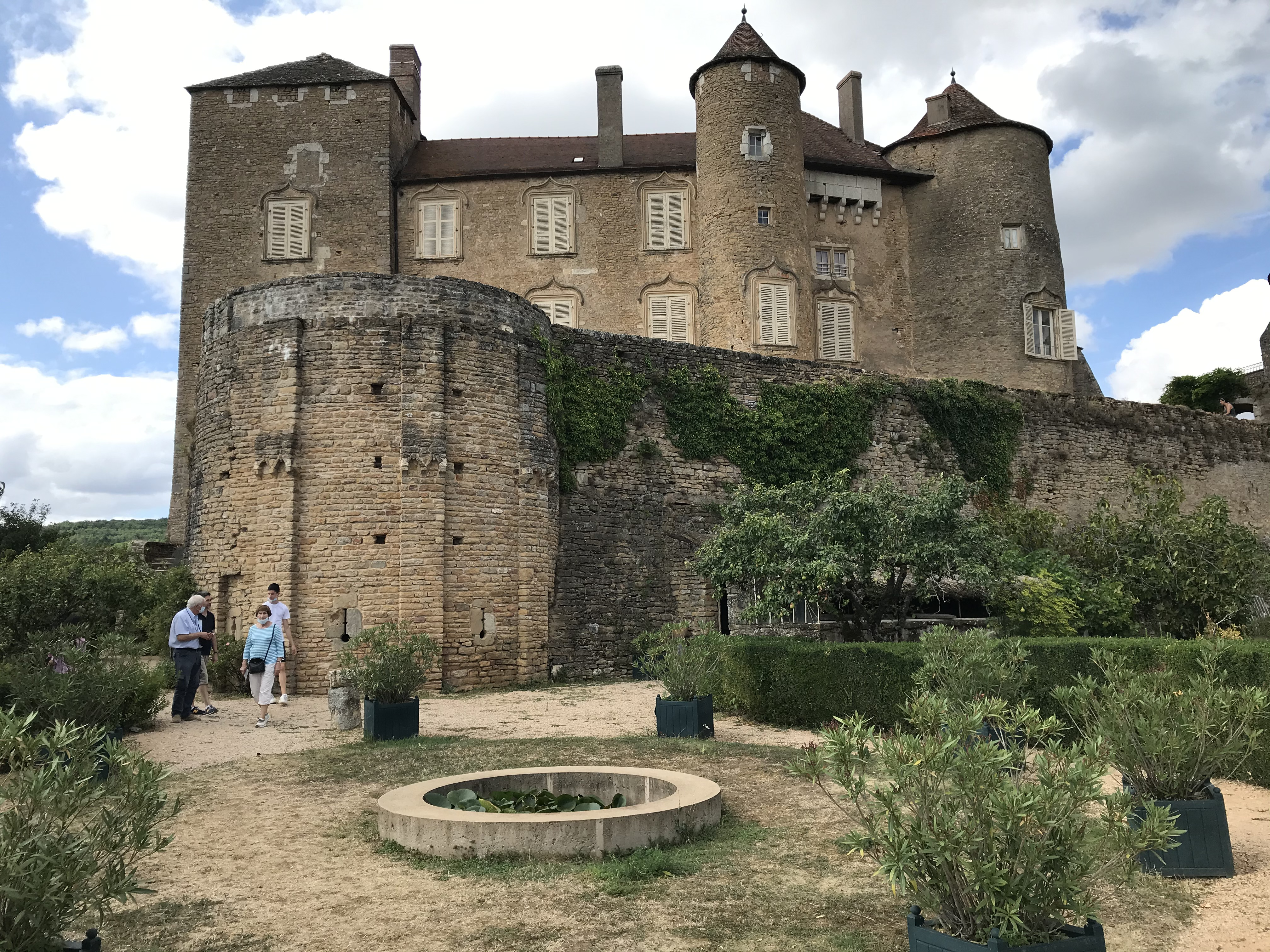
Vue du chateau de Berzé.

Il est chargé entre autres de défendre militairement des raids vikings et sarrasins dévastateurs, le Royaume de Bourgogne de l'empire carolingien, puis le royaume de France, et l'Abbaye de Cluny voisine, siège de l'ordre de Cluny des États pontificaux, qui règne avec l'Ordre cistercien voisin, sur tout l'occident chrétien.

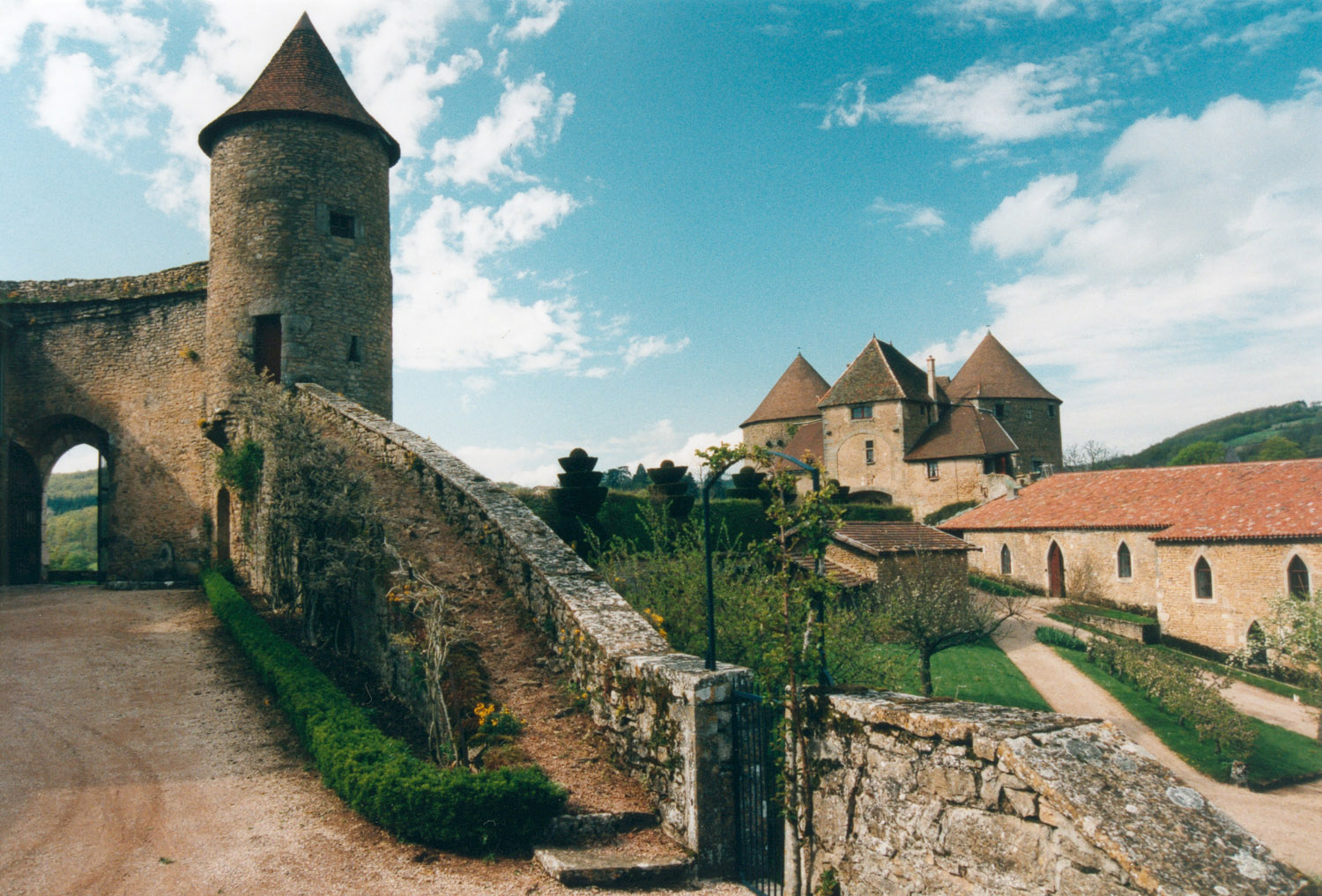
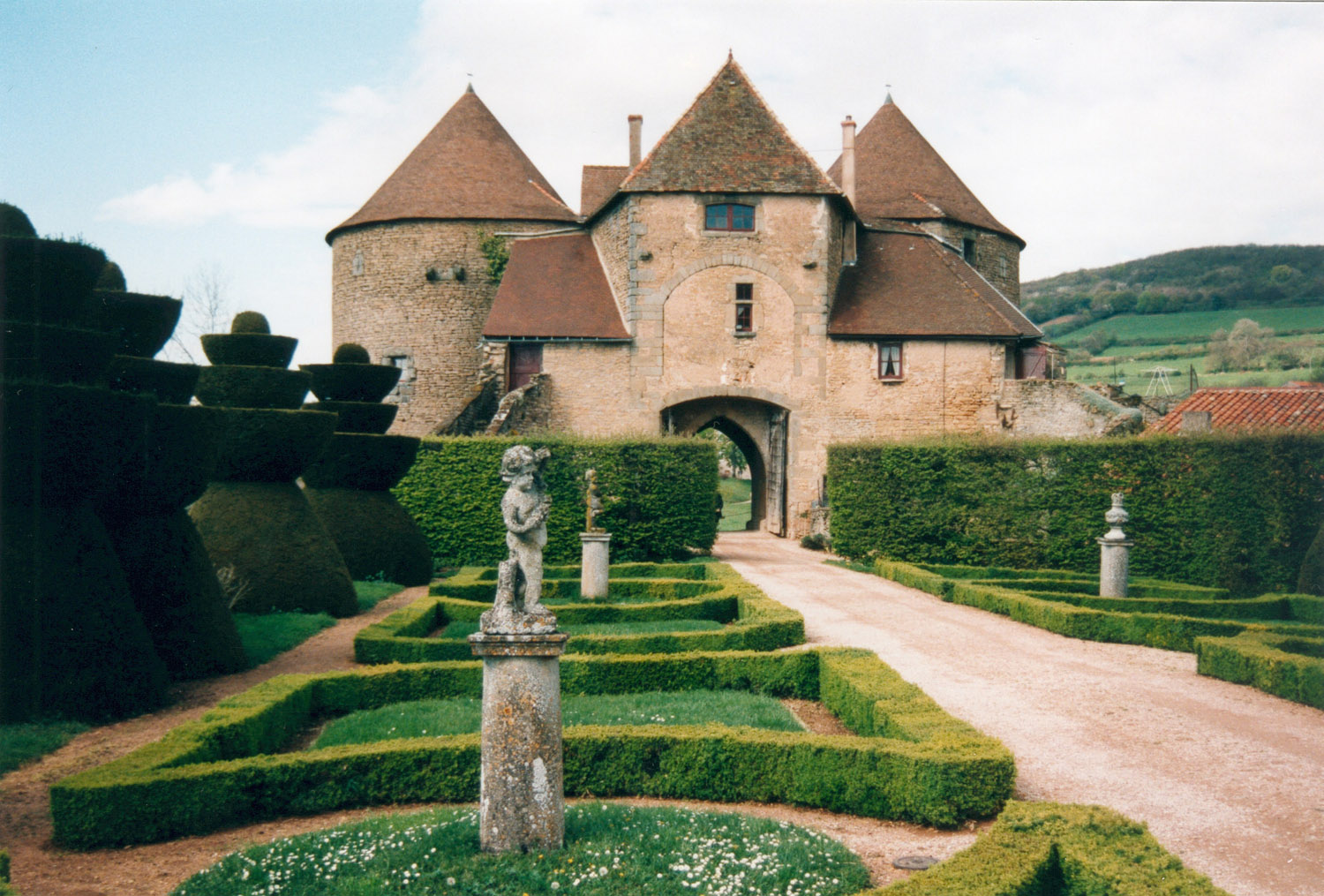
Entrée du château.
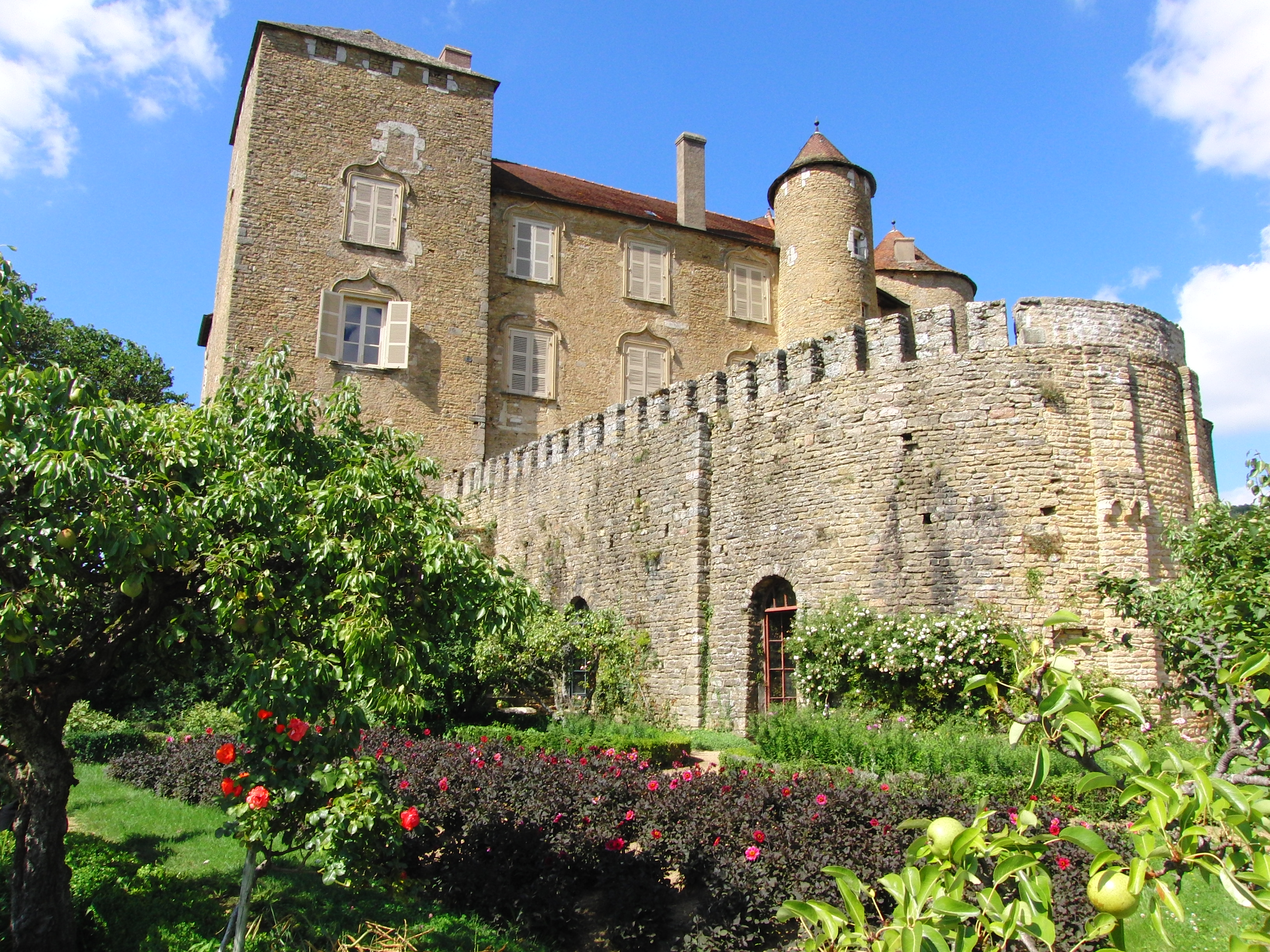
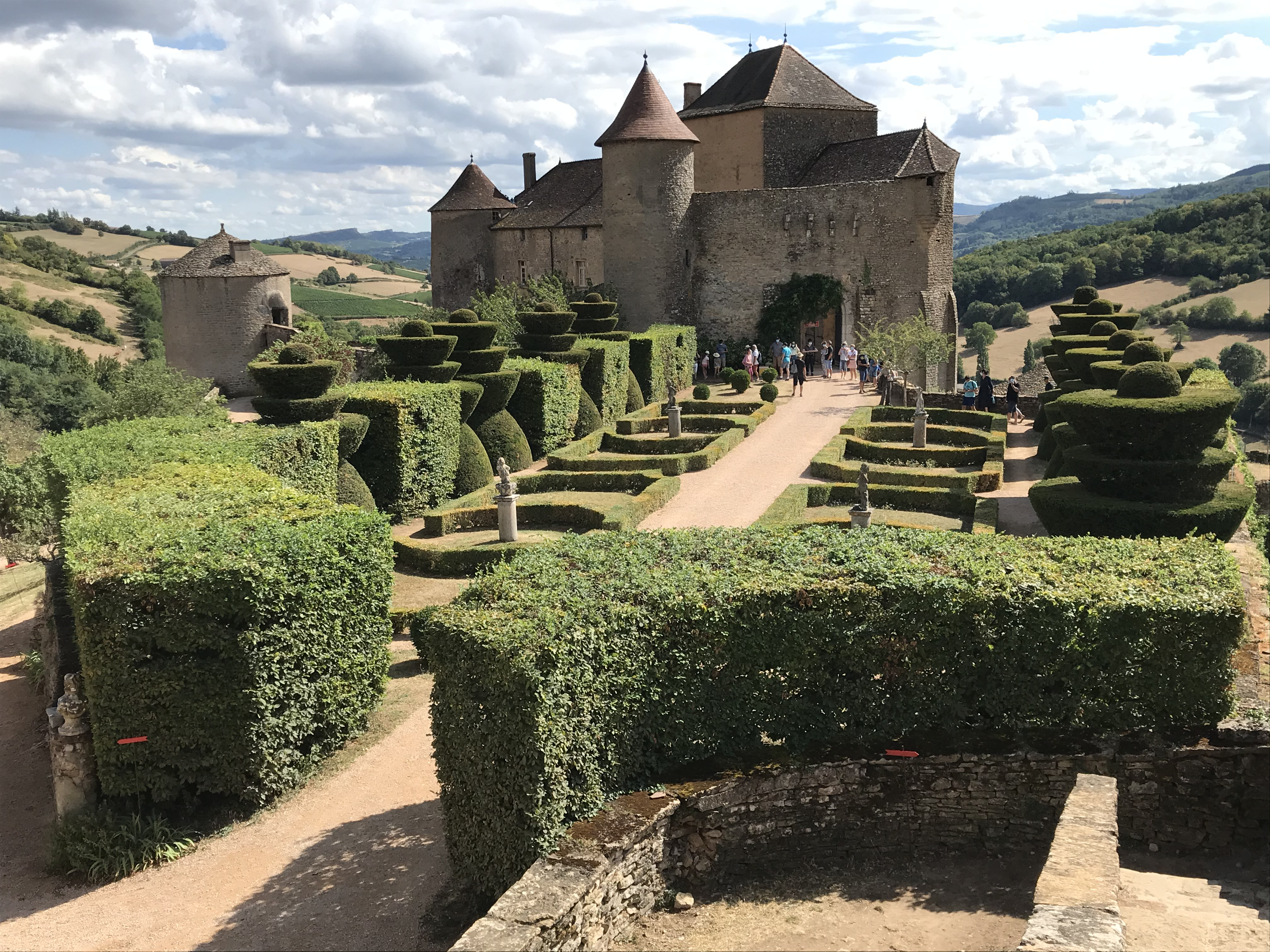
Voie principale d'entrée au château de Berzé.
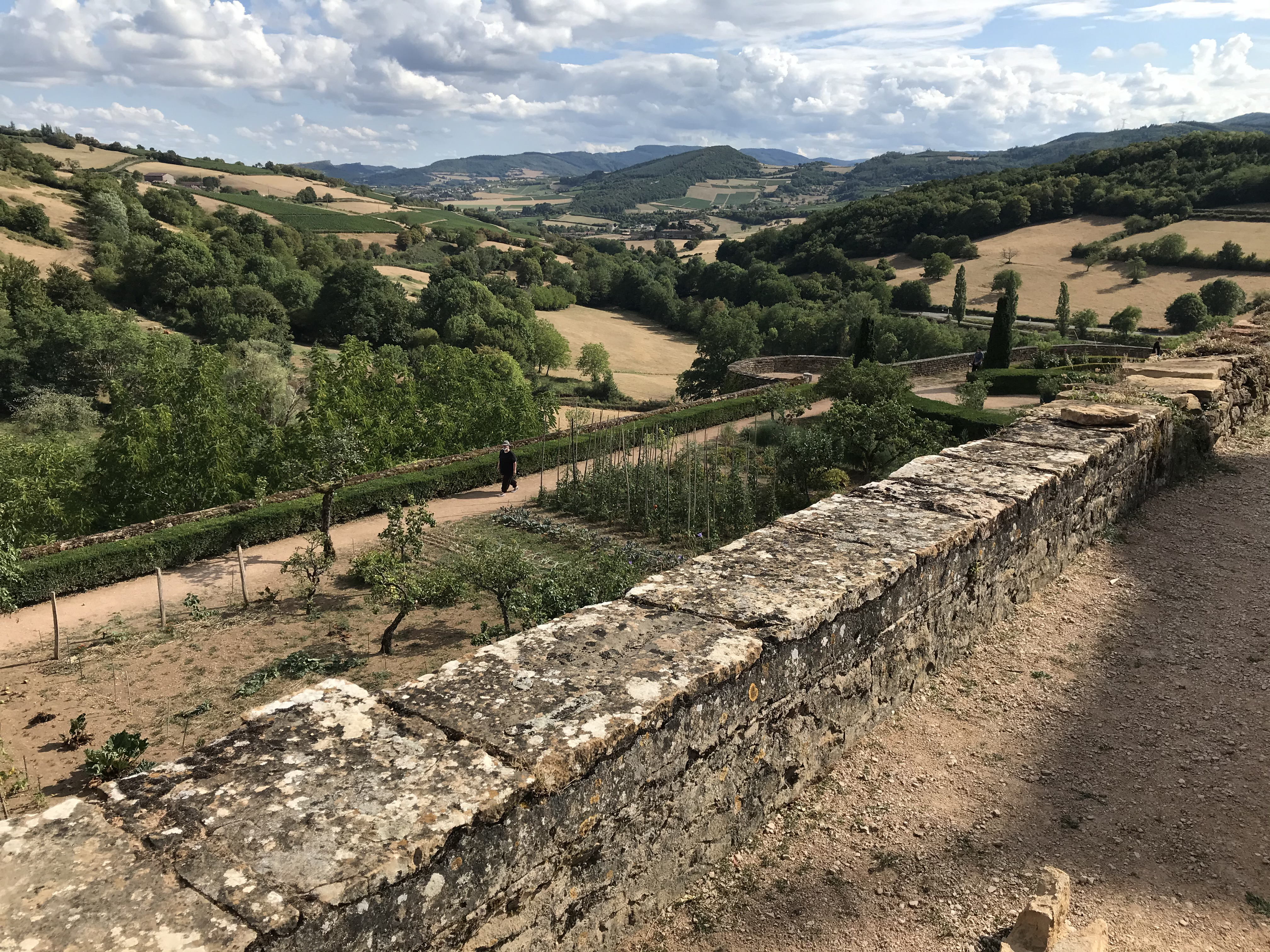
Vue depuis les murailles du château de Berzé.

En 1229, sous le règne de Louis IX, le seigneur Hugues (V?) de Berzé bénéficie d’un prêt d'un parent, Étienne de Berzé, futur abbé de Cluny, lui permettant de transformer le château en place forte avec une vaste enceinte polygonale constituée de trois murailles défensives successives, longues de plus de 300 m, et larges de plus de 3 m à la base, avec chemin de ronde, échauguette, meurtrières, mâchicoulis. Ces murailles sont hérissées de quatorze tours de fortification à l'origine (treize subsistantes), de deux donjons, d'un imposant châtelet d'entrée avec herse et deux pont-levis. Ce dispositif militaire structuré en terrasses, abrite un logis seigneurial, de nombreuses pièces médiévales, deux chapelles carolingiennes du Xe siècle, un puits à eau taillé dans le roc de 36 m de profondeur.
Berzé devient ainsi la plus grande forteresse militaire de Bourgogne du Sud, principal château de défense de l’abbaye qui est alors à son apogée.
Le château fait partie des places militaires stratégiques importantes de la guerre de Cent Ans (1337-1453) entre ducs souverains de l'État bourguignon et Royaume de France de Louis XI, et des guerres de Religion entre Henri IV et la Ligue catholique (France) de la seconde moitié du XVIe siècle.
Pendant la guerre civile entre les Armagnacs et les Bourguignons, le château est convoité. Attribué aux Bourguignons en 1417, il est pris par les Armagnacs en 1420 lors de leur conquête du Mâconnais. Après quatre ans d’occupation, il est finalement repris par Philippe le Bon. En 1471, il est à nouveau la cible d’une attaque royale : celle de Louis XI qui échoue.
Durant la Renaissance, la forteresse est engagée dans le conflit dit de la guerre de la Ligue. Catholiques et protestants s’affrontent épisodiquement, mettant le pays à feu et à sang. Le duc de Nevers, à la tête de la ligue catholique porte un assaut décisif en 1591. Son armée, forte de 1100 hommes, 100 chevaux et plusieurs canons portatifs, vient à bout des défenses de la forteresse qui cède après deux mois de siège.
À la suite de la guerre de la Ligue, le château est laissé à l’abandon pendant près de deux siècles. Ses terres deviennent des pâturages durant la Révolution française. Malgré quelques dégradations (pillages, incendies), il est relativement épargné par les vagues de destructions révolutionnaires. Déclaré bien national, il est conservé par la République avant d'être acheté par Michon de Pierreclos en 1802, qui le revend au marquis de Maubou. Il est acquis, en 1817, par Antonin Gérentet, bisaïeul du comte Thy de Milly qui entreprend, durant 30 ans, la remise en état, et transformation en demeure de villégiature, adaptée aux conceptions esthétiques du romantisme de l'époque : agrandissement des ouvertures et fenêtres en style néo-gothique, rénovation des logis seigneuriaux et aménagement des nombreuses terrasses en jardins potager, vergers et jardin à la française.
Il est au XXIe siècle habité par la comtesse de Thy de Milly, dont la famille a hérité d'Antonin Gérentet, et qui exploite un domaine viticole, au milieu des coteaux couverts de vigne du vignoble du Mâconnais. Il est ouvert à la visite de juin à septembre.
L'une des plus anciennes représentations figurées de ce château est un dessin réalisé en 1849 par Rousselot, inspecteur des Forêts (volume conservé à l'Académie de Mâcon).

### Chronologie historique
- 991 : existence attestée dans le cartulaire de l'abbaye de Cluny (Castrum Bertiacum) d'une forteresse autour d'une chapelle préromane, succédant sans doute à un poste de légionnaires romains et tenue par Geoffroy de Berzé.
- XIIe siècle : extinction de la première lignée des Berzé, dont le nom et titre est repris par une famille alliée.
- 1196 : les seigneurs de Berzé deviennent indépendants du comté de Mâcon, et directement vassaux des rois de France.
- 1320 : extinction de la deuxième lignée de Berzé.
- XIVe siècle : par mariage, la seigneurie de Berzé passe, successivement, à Jean Ier de Frolois, Jean de Thil (connétable de Bourgogne ; par son mariage gendre de Jean de Frôlois et sire de La Roche-Nolay), Édouard de Beaujeu (sire de Beaujeu et maréchal de France ; gendre de Jean de Thil) et Jacques de Savoie, prince de Morée (gendre d'Edouard de Beaujeu).
- Début XVe siècle : pris par les Bourguignons du duc Philippe le Hardi, le château est repris par les Armagnacs.
- 1424 : il est repris par le duc de Bourgogne Philippe le Bon.
- 1436 : Philippe le Bon en fait don à son écuyer et vassal Macé de Rochebaron (cf. Rochebaron), à la suite de son mariage avec sa fille (ou plutôt sœur) Philipote de Bourgogne.
- 1471 : il résiste avec le duc de Bourgogne Charles le Téméraire aux troupes de Louis XI.
- 1591 : il capitule devant le duc Charles-Emmanuel de Savoie-Nemours, à la tête des armées de la Ligue catholique.
- 1594 : la seigneurie est érigée en comté par Henri IV, et transmise au duc Antoine d'Aumont, neveu et héritier des Rochebaron.
- 1713 : en ruine, le domaine est vendu par le petit-fils du précédent à Alexandre-Antoine Michon (château de Pierreclos).
- 1789 : à la Révolution française, en ruine, le château est confisqué à titre de Bien national et pillé[12][réf. à confirmer].
- 1802 : le château est racheté par la famille Michon de Pierreclos (château de Pierreclos) qui s'en sépare six ans plus tard.
- 1817 : rachat du château par Antonin Gérentet qui entreprend la reconstruction des logements seigneuriaux laissés à l'abandon depuis 1591.
- 1873 : le château est légué par Antonin Gérentet à son gendre, Gabriel de Thy de Milly, dont les descendants sont les actuels propriétaires.
- 2005 : le nombre de visiteurs est de 10 377 (données : Comité régional  du tourisme de Bourgogne-Franche-Comté ).

## Description
Le donjon carré et la tour des revenants datent du XIe siècle. La tour prend ce nom après 1424, suite de la reprise du château par les Bourguignons aux Armagnacs qui l'occupaient. Le châtelet est du XIIe siècle, l'enceinte extérieure et la tour carrée du XIIIe siècle ; la tour Montgirard, la porterie à herse et les mâchicoulis et le pont-levis datent du XVe siècle.

## Personnalités
- Hugues IV de Berzé, trouvère et chevalier croisé, auteur au XIIe siècle de la « Bible au seigneur de Barzil », poème satIrique de huit cent trente-huit vers, dans lequel il critiquait les travers et les vices de son temps.
- Étienne III de Berzé, abbé de Cluny entre 1233 et 1235.

## Postérité
- Le château a servi de lieu de tournage pour le film Le Dernier Duel (2021) [14] pour représenter la Forteresse de Carrouges.
- Le château a servi de lieu de tournage pour le court-métrage La Seigneurie de Bailly (2022), deuxième volet des Aventures de Jean et Henri[15] ainsi que pour sa suite La Revanche des brigands[16] (2022).